# Ujgurski Kaganat
Ujgurski Kaganat, Ujgursko Carstvo ili Zemlja Toquz Oghuza (tradicionalni kineski: 回鶻;) bilo je turkijsko carstvo koje je postojalo od sredine 8. do sredine 9. stoljeća. Predstavljalo je plemenski savez pod vodstvom orhonskog ujgurskog (回鶻) plemstva, za koje su Kinezi koristili izraz Jiu Xing ("Devet klanova") ili Toquz Oghuz. Bilo je 16. najveće srednjovjekovno carstvo površine 3,2 milijuna km².
Država je nastala godine 742. kada su Ujguri digli ustanak protiv svojih Gok Turkijskih sizerena, te 744. zauzeli najveći dio tadašnjeg Istočnog Turkijskog Kaganata. Nakon 762. iskoristili su slabost carske Kine uslijed An Shi ustanka kako bi osvojili značajna područja Srednje Azije. Godine 841. državu su uništili Kirgizi, dovevši do ujgurske dijaspore širom Srednje Azije.
Godine 744. Basmili su zauzeli tursku prijestolnicu Otuken i ubili vladajućeg Ozmis Kagana. Kasnije te godine formiran je savez Ujgura i Karluka protiv Basmila. Njihov kagan je ubijen i Basmili su prestali postojati kao narod. Neprijateljstva između Ujgura i Karluka potom su natjerala Karluke da migriraju na zapad u Zhetis i sukobe se s Tirgeshima, koje su porazili i pokorili 766. godine.
Osobno ime ujgurskog kagana bilo je Kulig Boyla (kineski : 骨力裴羅). Uzeo je titulu Kutlug I Bilg Khagan "veliki, mudri, moćni kagan", tvrdeći da je vrhovni vladar svih plemena. Sagradio je svoju prijestolnicu u Ordu-Baliku. Prema kineskim izvorima, teritorij Ujgurskog Carstva tada je dosegao na svom istočnom kraju, teritorij Shiwei, na zapadu Altajske planine, na jugu je kontrolirao pustinju Gobi, tako da je pokrivao cijeli teritorij drevnoga Xiongnua.
Godine 745. Ujguri su ubili posljednjeg kagana Gok-Turka, Beya Baimeikehana Gulongfua (白眉可汗 鶻隴岌), i poslali njegovu glavu T'angu.